# Dolfe Cizej
Dolfe Cizej, slovenski agronom, * 4. februar 1915, Prekopa, † 23. oktober 2001, Maribor.
Diplomiral je na zagrebški Kmetijsko-gozdarski fakulteti (1937) in prav tam tudi doktoriral (1977). Med vojno je bil zaprt in interniran v Koncentracijskem taborišču Dachau. Po vojni se je strokovno izpopolnjeval v ZDA, Nemčiji in na Nizozemskem. V letih 1945−47 je delal na ministrstvu za kmetijstvo v Ljubljani, bil nato direktor kmetijske šole v Šentjurju (1947–56) in kmetijski referent ter inšpektor v Celju (1956–60). Leta 1960 je postal profesor na Višji agronomski šoli v Mariboru ter bil v študijskem letu 1983/84 tudi njen dekan. Cizej spada med naše vodilne strokovnjake na področju živinoreje in pospeševanje kmetijstva. Uvedel je nov način usmerjanja kmetijske proizvodnje, predvsem v govedoreji. Napisal je več knjig in študij o metodah za pospeševanje kmetijstva. Univerza v Mariboru ga je za izredne uspehe, zasluge in dosežke leta 1987 imenovala za zaslužnega profesorja, 1995 je prejel Jesenkovo priznanje BF UL, Občina Maribor pa mu je leta 1990 podelila Zlati grb mesta Maribora.